# Distrito de Anra
El distrito de Anra es uno de los dieciséis distritos que integran la provincia peruana de Huari ubicada en el departamento de Ancash, bajo la administración del Gobierno regional de Ancash. en el Perú.

## Toponimia
El nombre proviene del vocablo Ranra que en castellano significa "zona de bosques pantanosos, pozos y filtraciones", ya que en el distrito predomina los lugares pantanosos.

## Historia
El distrito fue creado el 24 de diciembre de 1982 mediante Ley Nº 23533, promulgada en el segundo gobierno del Presidente constitucional, arqº Fernando Belaúnde Terry.

## Geografía
Tiene una superficie de 80,31 km². Limita al norte con los distritos de Uco, Paucas y Huacchis, por oeste con la provincia de Antonio Raimondi, por el sur con el distrito de Huacachi y por este con el departamento de Huánuco.
Su relieve es bifurcada por la presencia de diversas cadenas montañosas que conforman la cordillera andina y el margen este del valle del río Puchca, dando origen a diversos microclimas constituidos en las cuatro regiones naturales: Yunga, Quechua, Suni y Puna; por lo tanto el clima en las partes bajas (orillas del Puchca) es templado cálido y en las partes altas el clima es frígido donde a menudo corren fuertes vientos y llueve frecuentemente en los meses de diciembre a marzo.

## Capital
La capital del distrito es el centro poblado del mismo nombre.

## Autoridades

### Municipales
- 2023 - 2026 alcalde Hector fernando espinoza avendaño
- 2011-2014[3]
  - Alcalde: Luis Alberto Sánchez Urbisagaztegui, del Partido Unión por el Perú (UPP).
  - Regidores: Hernan Mariño Rojas (UPP), Elison Walter Tarazona Jaimes (UPP), Oriol Alexsander Espinoza Marujo (UPP), Lucia Delicia Castillo Alvarado (UPP), Eli Ariza Bueno (Movimiento Acción Nacionalista Peruano).
- 2007-2010:
  - Alcalde: Francisco Santiago Bazán.